# 2011年全豪オープン
2011年 全豪オープン（2011ねんぜんごうオープン、Australian Open 2011）は、オーストラリア・メルボルンにある「メルボルン・パーク・ナショナルテニスセンター」にて、2011年1月17日から1月30日まで開催されたテニスの大会。

## シニア

### 男子シングルス
ノバク・ジョコビッチ def.  アンディ・マレー, 6–4, 6–2, 6–3

### 女子シングルス
キム・クライシュテルス def.  李娜, 3–6, 6–3, 6–3

### 男子ダブルス
ボブ・ブライアン /  マイク・ブライアン def.  マヘシュ・ブパシ /  リーンダー・パエス 6–3, 6–4

### 女子ダブルス
ヒセラ・ドゥルコ /  フラビア・ペンネッタ def.  ビクトリア・アザレンカ /  マリア・キリレンコ, 2-6, 7-5, 6-1

### 混合ダブルス
ダニエル・ネスター /  カタリナ・スレボトニク def.  ポール・ハンリー /  詹詠然, 6–3, 3–6, [10–7]

## ジュニア

### 男子シングルス
Jiří Veselý def.  Luke Saville, 6–0, 6–3

### 女子シングルス
An-Sophie Mestach def.  モニカ・ピュイ, 6–4, 6–2

### 男子ダブルス
Filip Horanský /  Jiří Veselý def.  Ben Wagland /  Andrew Whittington, 6–4, 6–4

### 女子ダブルス
An-Sophie Mestach /  Demi Schuurs def.  穂積絵莉 /  加藤未唯 , 6–2, 6–3

## その他のイベント

### 車いす男子シングルス
国枝慎吾 def.  ステファン・ウデ, 6–0, 6–3

### 車いす女子シングルス
エステル・フェルヘール def.  ダニエラ・ディトーロ, 6–0, 6–0

### 車いす男子ダブルス
国枝慎吾 /  マイケル・シェファース def.  ステファン・ウデ /  ニコラ・パイファー, 6–3, 6–3

### 車いす女子ダブルス
エステル・フェルヘール /  Sharon Walraven def.  Aniek van Koot /  Jiske Griffioen, 6–0, 6–2

### 車いすクァードシングルス
David Wagner def.  Peter Norfolk, 6–2, 6–3

### 車いすクァードダブルス
Nicholas Taylor /  David Wagner def.  Andrew Lapthorne /  Peter Norfolk, 6–2, 6–3